# Pterostichus galae
Pterostichus galae is een keversoort uit de familie van de loopkevers (Carabidae). De wetenschappelijke naam van de soort is voor het eerst geldig gepubliceerd in 1996 door Farkac & Plutenko.